# Ameira sibogae
Ameira sibogae är en kräftdjursart som beskrevs av A. Scott 1909. Ameira sibogae ingår i släktet Ameira och familjen Ameiridae. Inga underarter finns listade i Catalogue of Life.